# Tunga (Künstler)
Tunga ist das Pseudonym von Antonio José de Barros Carvalho e Mello Mourão (* 8. Februar 1952 in Palmares; † 6. Juni 2016 in Rio de Janeiro). Tunga war ein brasilianischer Bildhauer, Performance- und Installationskünstler.

## Leben und Werk
Tunga war der Sohn von Gerardo Mello Mourão, einem brasilianischen Journalisten, Dichter und Schriftsteller. Seine Mutter war eine Aktivistin. Während der Militärdiktatur in Brasilien ging die Familie für einige Jahre nach Chile ins Exil.
Tunga studierte an der Fakultät für Architektur und Städtebau der privaten Universidade Santa Úrsula in Rio de Janeiro. Nach dem Abschluss seines Architekturstudiums war er als Performance- und Installationskünstler tätig. Seine multidisziplinäre Arbeit umfasste nicht nur Installation und Performance, sondern auch Skulptur, Zeichnung, Video und Dichtung.
Mit Cildo Meireles, Waltércio Caldas und José Resende veröffentlichte Tunga die Zeitschriften „Malasartes“ und „A parte do Fogo“.
Tunga erklärte zu seinem Werk, dass er sich mit seinen Arbeiten zwischen Fiktion und Wirklichkeit bewege, Fiktionales in Wirkliches und Wirkliches in Fiktionales transformiere.

„Eines seiner spektakulärsten Werke, „True Rouge“, ist eine faszinierende Skulptur aus dem Jahr 1997, die in Inhotim in Brasilien ausgestellt ist und aus gleichermaßen ähnlichen wie unterschiedlichen Objekten (Schwämmen, Billardkugeln, Glaskugeln, Bürsten, Glasflacons) besteht, die in Netzen aufgehängt sind, und alles ist in blutrote Flüssigkeit getaucht… 2005 zeigte er in seiner monumentalen Installation „Im Lichte zweier Welten“, die unter der Pyramide des Louvre ausgestellt wurde, die wechselseitigen Beziehungen zwischen den Kulturen der Neuen und der Alten Welt. Die schwebende Skulptur bestand aus schwarzen ineinander verschlungenen weichen, geflochtenen Formen, in denen vergoldete Schädel sowie die Köpfe der Statuen berühmter Männer aus der Sammlung des Louvre gefangen waren…“

## Ausstellungen (Auswahl)
- 1982: 40. Biennale di Venezia, Venedig
- 1994: 22. Biennale von São  Paulo
- 1997: documenta X, Kassel
- 2000: Gwangju Biennale, Gwangju
- 2001: Brazil-Body & Soul Solomon R. Guggenheim Museum, New York
- 2005: KunstFilmBiennale, Köln
- 2006: Anos 80: Uma Topologia  Museu de Arte Contemporânea, Serralves
- 2007: Tunga MoMA PS1, New York City[5]
- 2009: 3. Moskau Biennale, Moskau[6]

## Auszeichnungen (Auswahl)
- 1990: Prêmio Brasília de Artes Plásticas, Museu de Arte de Brasília, Brasília
- 1992: Prêmio Mário Pedrosa da Associação Brasileira de Críticos de Arte, Rio de Janeiro
- 1998: Johnny Walker Prize, Museu Nacional de Belas Artes, Rio de Janeiro
- 2000: nominiert für den Hugo Boss Prize, Solomon R. Guggenheim Foundation, New York